# William Yang
William Yang (n. 11 octombrie 1998, Camperdown⁠(d), Victoria, Australia) este un înotător australian, medaliat olimpic. A participat la 1 ediție a Jocurilor Olimpice (2024) în care a câștigat 1 medalie de argint.

## Participări
Lista de mai jos prezintă principalele competiții la care a participat William Yang de-a lungul carierei.
- Natație la Jocurile Olimpice de vară din 2024 - 4x100 m liber (masculin)